# شاردة (الملاجم)

تعديل مصدري - تعديل

شاردة هي إحدى قرى عزلة ال منصور الملاجم بمديرية الملاجم التابعة لمحافظة البيضاء، بلغ تعداد سكانها 327 نسمة حسب تعداد اليمن لعام 2004.